# Джиммі Мюррей (футболіст, 1933)
Джиммі Мюррей (англ. Jimmy Murray; 4 лютого 1933, Единбург — 10 липня 2015) — шотландський футболіст, що грав на позиції нападника.
Виступав, зокрема, за «Хартс», а також національну збірну Шотландії.

## Клубна кар'єра
У дорослому футболі дебютував 1950 року виступами за команду клубу «Хартс», в якій провів три сезони, щоправда, за основну команду единбурзького клубу за ці роки провів лише одну гру шотландської першості.
Частину 1954 року провів в англійському «Редінгу», після чого повернувся до «Хартс», де нарешті став регулярним гравцем основного складу. Був серед найкращих голеодорів, відзначаючись забитим голом в середньому щонайменше у кожній другій грі чемпіонату, а 1958 року став найкращим голеодором чемпіонату Шотландії.
Протягом 1961 року захищав кольори команди клубу «Фолкерк». А завершив професійну ігрову кар'єру у клубі «Клайд», за команду якого виступав протягом 1962—1963 років.
Помер 10 липня 2015 року на 83-му році життя.

## Виступи за збірну
1958 року дебютував в офіційних матчах у складі національної збірної Шотландії. Протягом цього року провів у формі головної команди країни 5 матчів, забивши 1 гол, після чого до її лав не залучався. Попри дуже коротку кар'єру у збірній Шотландії увійшов в її історію — став автором першого голу шотландців в рамках фінальних частин чемпіонатів світу. Ця історична подія сталася 8 червня 1958 року у грі проти збірної Югославії в рамках групового етапу чемпіонату світу 1958 року, що проходив у Швеції.